# Francisca Sutil
Francisca Sutil Servoin (Santiago, 1952) es una artista y pintora chilena que realiza estudios de arte en Chile y Estados Unidos, entre los que destacan su formación en Southern Methodist University, School of Art, Dallas (1972), la Pontificia Universidad Católica de Chile (1976) y el Master of Fine Arts en grabado en el Instituto Pratt (1981). Durante su estadía en Nueva York, obtuvo la representación de la Galería Nohra Haime, donde montó una serie de exposiciones que le permitieron consolidarse dentro del circuito de arte local. Francisca Sutil ha sido galardona con becas y premios en Chile y EE. UU., y ha expuesto en muestra colectivas e individuales en Latinoamérica, EE. UU. y Europa. Sus obras se encuentran en colecciones públicas y privadas tanto en Chile como en el resto de Latinoamérica, EE. UU. y Europa. Ella también es parte de varias colecciones públicas, como la Galería Nacional de Arte en Washington DC y el Museo Nacional de Bellas Artes en Santiago de Chile. Actualmente vive y trabaja en Santiago, Chile.

## Obra
Francisca Sutil trabaja con técnicas mixtas en las que el óleo, yeso y pigmentos se vierten sobre diversos soportes que fabrica con sus propias manos, entre ellos el papel. Comenzó su carrera artística a finales de la década de 1970 realizando trabajos en planos de papel. Su gran interés en los procesos técnicos ha llevado su trabajo a evolucionar y cambiar muchas veces. Ha trabajado en grabado, fabricación de papel y pintura, pero su estilo y aprecio por el significado se han mantenido constantes a lo largo de su carrera. Su obra de arte abstracta, refleja su amor y comprensión por el proceso y la materialidad, además, alude a la alta abstracción ha sido influenciada por artistas modernistas tales como Jackson Pollock, Morris Louis y Ellsworth Kelly. Experimentó en grandes formatos, pero en el papel encuentra siempre un espacio más íntimo, como ella misma indica: “(…) nunca he tenido esa misma sensación de banalidad con el papel. Al hacer una acuarela, por ejemplo, el papel actúa como un cuerpo que absorbe por los poros, recibe la pintura, la amarra, la contiene, y pasan a ser un todo. Más aún cuando trabajas con materiales nobles como óleo, tinta, washes y témpera. El papel tiene una nobleza y una porosidad que me atraen mucho”.
Su obra se centra en una investigación profunda de la textura como expresión plástica. La artista basa su obra en la experimentación de los recursos plásticos convirtiéndose en una artesana de la pintura, como se autodenomina.
Ha desarrollado un lenguaje abstracto en donde tonos tenues y superficies pulidas, junto a efectos de luz, desafían a la expresión del color. En su serie, Mute (2011), Sutil marca una nueva etapa en su carrera. Su nueva técnica consiste en cargar un pincel con tinta o pintura y colocarlo sobre papel muchas veces, este método crea una marca de forma ovalada que se repite continuamente en líneas que van por el papel. Los colores que usa son principalmente grises, negros y blancos, pero en cada trabajo Sutil logra que los colores se destaquen y se vean contrastados, transmitiendo un efecto de claroscuro sin los métodos y técnicas tradicionales. Metáfora del tiempo que pasa, otros lo ven como un acto de oración. “Lo mío nunca ha sido el color en relación a lo que veo, sino en relación a mi vida interna. Y quizás en «Mute» toda la expresión está contenida en la forma. Sólo cuando termino una serie logro entender por qué usé determinados colores. Sin embargo, eso no significa que se puedan traducir a un hecho concreto de mi vida, porque el arte no es una catarsis, pero mi vida está ahí, todo lo que uno es, está ahí ”.

## Premios y distinciones
- 1992: Fondo de Cultura y Desarrollo de las Artes, Santiago, Chile.
- 1983: EMF, Artist Space. New York, Estados Unidos.
- 1981: NEA, Drawing Center, Paper Conservation. Estados Unidos.
- 1980: Fellowship, Organization of American States. Washington, Estados Unidos.
- 1977: Premio de Gráfica, Bienal Internacional de Arte Valparaíso, Chile.
- 1976: Premio de Dibujo, Universidad Católica de Chile, Santiago, Chile.
- 1972: Fellowship, Southern Methodist University, Dallas, Estados Unidos.

## Exposiciones

### Exposiciones individuales
- 1977: Universidad de Concepción, Concepción, Chile y Galería Época, Santiago.
- 1978: Galerie C. de la Fontaine, Ginebra, Suiza.
- 1979: Italian-Latin American Institute, Roma, Italia.
- 1982: Instituto Pratt, Nueva York.
- 1985: Nohra Haime Gallery, Nueva York. Papel-Pintura, Galería Época, Santiago.
- 1987: Nohra Haime Gallery, New York.
- 1989: Galería Época, Santiago. Nohra Haime Gallery, Nueva York.
- 1990: Paintings, Nohra Haime Gallery, Nueva York.
- 1991: Fragments of life, Nohra Haime Gallery, Nueva York. Galería Época, Santiago.
- 1992: Voices of Silence, Nohra Haime Gallery, Nueva York.
- 1993: Obras realizadas en Nueva York 1981/1993, Galería Tomás Andreu, Santiago.
- 1995: Cerebrations, Nohra Haime Gallery, Nueva York.
- 1996: Oils àl’Essence, Nohra Haime Gallery, Nueva York.
- 1997: Espejos del Interior, Galería Tomás Andreu, Santiago. Small Format 1988-1997, Nohra Haime Gallery, Nueva York.
- 1999: Spaces, The Art Show, Nohra Haime Gallery, New York. Spaces, Nohra Haime Gallery, New York. Spaces, Works on Paper, Grant Selwyn Fine Art, Nueva York.
- 2000: Espacios: Pinturas en papel 1997-1999, Galería Tomás Andreu, Santiago. Watercolors from the Spaces Series, Nohra Haime Gallery, Nueva York.
- 2003: Se Muere Se Acaba, Galería Animal, Santiago. Transmutations, Nohra Haime Gallery, Nueva York.
- 2004: Mayor paintings at Richard Meier gallery space, Charles Street Gallery, Nueva York.
- 2006: Alquimia, Museo Nacional de Bellas Artes, Santiago.
- 2007: Resonance, Nohra Haime Gallery, Nueva York.
- 2010: Miradas a la Palabra, septiembre, Sala blanca centro de Extensión UC, Santiago. Arte contemporáneo y Fe, junio, Sala blanca centro de Extensión UC, Santiago. Muestra Chaco, Octubre, Galería Animal, Santiago. Interludio, Galería Animal, Santiago.
- 2011: Mute, Sala Gasco Arte Contemporáneo, Santiago.
- 2012: Interlude, Nohra Haime Gallery, Nueva York.
- 2013: Mute, Nohra Haime Gallery, Nueva York.
- 2014: ARTBO, Nohra Haime Gallery, Bogotá, Colombia.
- 2015: Chaco 2015 ,Galería Patricia Ready , Santiago, Chile.
- 2016: Polígrafa, Art Basel Hong Kong, Hong Kong.

### Exposiciones Colectivas
- 1971: Dibujo, Universidad Católica de Chile. Santiago, Chile.
- 1973: Instituto Cultural de Providencia. Santiago, Chile.
- 1974: Tercera de la Hora, Museo Nacional de Bellas Artes. Santiago, Chile.
- 1976: Una Nueva Generación de Artistas, Museo Nacional de Bellas Artes. Santiago, Chile. Exposición Colocadora, Museo Nacional de Bellas Artes. Santiago, Chile. Los Tres, Museo de Arte Contemporáneo, Universidad de Chile, Santiago, Chile. Instituto Cultural Chileno- Francés. Santiago, Chile. World Print Contest, Museum of Contemporary Art. San Francisco, Estados Unidos.
- 1977: Museo de Arte Contemporáneo, Universidad de Chile. Santiago, Chile. Dos Artistas Jóvenes, Galería de Arte Zapallar. Zapallar, Chile.
- 1978: New Directions, Pratt Graphic Center. New York, Estados Unidos. Fundación Joan Miró. Barcelona, España.
- 1979: Modern Latin American Paintings, Drawing & Sculpture, Center for Inter-American Relations and Sotheby Park Benet. Nueva York, Estados Unidos.
- 1981: Paperworks, Lehigh University. Bethlehem, Estados Unidos. Selection 13, The Drawing Center. Nueva York, Estados Unidos.
- 1982: Papyrus Abstractus, Weston Art Council, Westport, Estados Unidos. New Drawning in America, The Drawning Center. Nueva York, Estados Unidos.
- 1983: Paper as Image, Mary Ann Martin Fine Arts. Nueva York, Estados Unidos. 30 Artist - Chile, Cayman Gallery. Nueva York, Estados Unidos.
- 1984: New Spiritual Abstraction of the 1980's, Nohra Haime Gallery. Nueva York, Estados Unidos. Artistas Latinoamericanos en New York, Galería Art Consult. Ciudad de Panamá, Panamá. Ten Latin American Artist in New York. Columbia University, International House. Nueva York, Estados Unidos.
- 1985: Latin American Artists in New York, ArteConsult. Boston, Estados Unidos. Important Work on Paper by Latin American Artists, Ricardo Barreto Fine Arts. Boston, Estados Unidos. The Art of South America, The Saint Paul's Companies. Saint Paul, Estados Unidos. Plástica Chilena - Horizonte Universal, Museo Nacional de Bellas Artes. Santiago, Chile.
- 1986: Abstractions: New Points of View, Nohra Haime Gallery. Nueva York, Estados Unidos. Two by New, El Museo del Barrio. Nueva York, Estados Unidos. V Bienal de Artes Gráficas, Museo de Arte Moderno La Tertulia. Cali, Colombia. Parejas en el arte, Galería Plástica 3. Santiago, Chile. Diez Años. Galería Época. Santiago, Chile. Abstraction - Four From Latin America, Frances Wolfson Art Gallery, Miami, Estados Unidos. Abstraction - Four From Latin America, Dade Community College, Miami, Estados Unidos. Major Works by Gallery Artists, Nohra Haime Gallery. Nueva York, Estados Unidos. Pastels, Aleman Galleries. Boston, Estados Unidos. Looking Closely , SSC &B. Nueva York, Estados Unidos. ICAF - Nohra Haime Gallery. Los Ángeles, Estados Unidos.
- 1987: Fifth Anniversary Exhibition, Nohra Haime Gallery. Nueva York, Estados Unidos. CIAE - Nohra Haime Gallery. Chicago, Estados Unidos. From the Other Side, Terne Gallery, Nueva York, Estados Unidos. Latin American Artists in New York since 1970, Archer M. Huntington Art Gallery, University of Texas at Austin, Estados Unidos. Abstract Visions, Museum of Contemporary Hispanic Art, Nueva York, Estados Unidos. ICAF, Nohra Haime Gallery. Los Ángeles, Estados Unidos.

- 1988: Blues and Other Summer Delights, Nohra Haime Gallery. Nueva York, Estados Unidos. From the Other World Next Door, Mindy De Hudy Contemporary Arts, Needham, Estados Unidos.

- 1989: Selections, Nohra Haime Gallery. Nueva York, Estados Unidos. Master Prints, Nohra Haime Gallery. Nueva York, Estados Unidos.

- 1990: Salon de Mars, Nohra Haime Gallery. París, Francia. Beyond the Surface: Recent Works by Creus, Rabinovich, Sutil. Americas Society, Nueva York, Estados Unidos. Contemporary Prints & Multiples, Nohra Haime Gallery. Nueva York, Estados Unidos. Poetics of Presence, Southern Massachusetts Art Gallery. North Darmouth, Estados Unidos. Homage to the Square, Nohra Haime Gallery. Nueva York, Estados Unidos. State University of New York. Binghamton, Estados Unidos. Galerie Ruta Correa. Friburg, Deutschland.

- 1991: Art Miami, Nohra Haime Gallery. Miami, Estados Unidos. Selections, Nohra Haime Gallery. Nueva York, Estados Unidos. Topography of a Landscape, Nohra Haime Gallery. Nueva York, Estados Unidos. Efectos de Viaje: Artistas Chilenos Residentes en Nueva York, Museo Nacional de Bellas Artes. Santiago, Chile. Intimate Relations, Jamison Thomas Gallery. Nueva York, Estados Unidos. Aspekte: Latinamerikanischer Kunst Heute. Galerie Ruta Correa. Frankfurt, Deutschland. Art Frankfurt, Galería Ruta Correa. Frankfurt, Deutschland.

- 1992: Salon de Mars, Nohra Haime Gallery. Paris, France. Apocalypse and Resurrection, Benefit for American Foundation for Aids Research, The Gallery Three Gallery, Three, Zero. Nueva York, Estados Unidos. 10th Anniversary Exhibition, Nohra Haime Gallery. Nueva York, Estados Unidos. Summer Pleasures, Nohra Haime Gallery. Nueva York, Estados Unidos.

- 1993: Art Miami, Nohra Haime Gallery. Miami, Estados Unidos. Intuitive Perception, Nohra Haime Gallery. Nueva York, Estados Unidos. The Art Show (Art Dealers Association of America), Nohra Haime Gallery. Nueva York, Estados Unidos. Chicago Art Fair, Nohra Haime Gallery. Chicago, Estados Unidos. FIAC, Nohra Haime Gallery. Paris, France.

- 1994: Art Miami, Nohra Haime Gallery. Miami, Estados Unidos. The Art Show, Nohra Haime Gallery. Nueva York, Estados Unidos. New York Art International, Nohra Haime Gallery. Nueva York, Estados Unidos. FIAC, Nohra Haime Gallery. Pris, France.

- 1995: The Black Art Show, Rockville, Arts Place, Rockville, Estados Unidos. Art Miami, Nohra Haime Gallery. Miami, Estados Unidos. Wax, Nohra Haime Gallery. Nueva York, Estados Unidos. The Art Show, Nohra Haime Gallery. Nueva York, Estados Unidos. Works on Paper, The Armony, Nohra Haime Gallery. Nueva York, Estados Unidos. FIAC, Nohra Haime Gallery. Paris, France. Exhibición Inaugural, Galería AMS Malborough. Santiago, Chile. Aniversario de El Mercurio, Instituto Cultural de Las Condes. Santiago,Chile.

- 1996: The Art Show, Nohra Haime Gallery. Nueva York, Estados Unidos. Art Chicago, Nohra Haime Gallery. Chicago, Estados Unidos. 	FIAC, Nohra Haime Gallery. Paris, France. Fifteenth Anniversary, Nohra Haime Gallery. Nueva York, Estados Unidos.

- 1997: Works on Paper, With Paper and Drawings by Gallery Artists, Nohra Haime Gallery. Nueva York, Estados Unidos. The Artshow The Armony, Nohra Haime Gallery. Nueva York, Estados Unidos. The Power of Color, Nohra Haime Gallery. Nueva York, Estados Unidos. Crossing Borders, Castle Art Gallery, College of New Rochelle, New Rochelle, Nueva York, Estados Unidos. FIAC, Nohra Haime Gallery. Paris, France.

- 1998: Arte y Psicopatología, Galería Tomás Andreu, Santiago, Chile. Major Works by Gallery Artists, Nohra Haime Gallery. Nueva York, Estados Unidos.

- 1999: Chile: Austria-Ein künstlerishe Dialog, Landesgalerie, Oberösterreichisches Landesmuseum, Linz; Berlin Karntner Mailand ;Museo Nacional de Bellas Artes, Santiago exposición itinerante / traveling exhibition. Equilibrium of Senses, Nohra Haime Gallery. Nueva York, Estados Unidos. Double Take, Nohra Haime Gallery. Nueva York, Estados Unidos. Image of Latin America, Monique Goldstrom Gallery, Nueva York, Estados Unidos. Into the New Century, Nohra Haime Gallery, New York.

- 2000: Visible-Invisible: Four Visions, Nohra Haime Gallery, New York.

- 2001: Paradox and Coexistence: Latin American Art of the Past Two Decades, IDB, Washington D. C.

- 2002: Art is Art, Nohra Haime Gallery, New York.
- 2003: La Mirada Austera, Corporación Cultural de las Condes, Santiago, Chile.
- 2004: In the Back Room, Nohra Haime Gallery, New York. Past, Present, Future, Okaloosa-Walton Art Center, Niceville, Estados Unidos.

- 2005: Art Palm Beach, Nohra Haime Gallery, Palm Beach, FL, Estados Unidos. Arteaméricas, Nohra Haime Gallery, Miami, FL, Estados Unidos. 	Salon 2005, Nohra Haime Gallery, Nueva York, Estados Unidos.

- 2006: Full Animal, Galería Animal, Santiago, Chile.
- 2007: LA Art Fair, Nohra Haime Gallery, Los Ángeles, CA, Estados Unidos.
- 2008: Intangible moods, Nohra Haime gallery, Nueva York, Estados Unidos. Pintores latinoamericanos , AMS Marlborough, Santiago, Chile.

- 2009: Layered/Boxed , Nohra Haime gallery, Nueva York, Estados Unidos. Experimenting, Nohra Haime Gallery, Nueva York, Estados Unidos.

- 2009–2010: Sin Título, Centro Cultural, Matucana 100, Santiago, Chile.

- 2010: Nohra Haime Gallery, “Objects of Desire” Nueva York, Estados Unidos. Colectiva, Galería Animal, Santiago, Chile. Metamorphosis, Nohra Haime Gallery, Nueva York, Estados Unidos. Art Chicago, Nohra Haime Gallery, Chicago, IL, Estados Unidos.

- 2013: Actions or Interventions, Nohra Haime Gallery, Nueva York, Estados Unidos. Sculpture, Nohra Haime Gallery, Nueva York, Estados Unidos. Art Miami, Nohra Haime Gallery, Nueva York, Estados Unidos.

- 2014: Paper, Nohra Haime Gallery, Nueva York, Estados Unidos.

## Colecciones

### Colecciones Públicas
- Archer M. Huntington Art Gallery, University of Texas, Austin, TX.
- Cachahua, 1981, mixta sobre pulpa de algodón, 153 x 102 cm. en National Gallery of Art, Washington, DC.
- Capilla Cruz, Santiago, Chile.
- Tumbler II, 1986, pulpa de algodón y pigmentos, 190 x 104 cm. en Museo de Artes Visuales, Santiago de Chile.
- Museo de Bellas Artes, Caracas, Venezuela.
- Evolución II, 1988, pulpa de papel y pigmento, 150 x 80 cm. Museo Nacional de Bellas Artes, Santiago, Chile.
- Sin Título, 1979, pulpa de papel y pigmento, 117 x 80 cm. Museo Nacional de Bellas Artes, Santiago, Chile. En préstamo a Oficina de Dirección de Biblioteca Nacional.
- Sin Título, 1977, xilografía, 77 x 63 cm.Museo Nacional de Bellas Artes, Santiago, Chile.
- Pontificia Universidad Católica de Chile, Santiago, Chile
- Vassar College Art Gallery, Poughkeepsie, New York

### Otras colecciones
- Armstrong, Teasdale, Schlafy, Davis & Dicus, St. Louis, MO.
- Banco del Estado, Santiago, Chile.
- Chase Manhattan Bank, Nueva York.
- Chase Manhattan Bank, Santiago, Chile.
- IBM, Santiago, Chile.
- OCP, París, Francia.
- Reader's Digest, Nueva York.
- SSC & B Lintas Worldwide, Nueva York.
- St. Joe's Minerals, Nueva York.
- Shearson Lehman Hutton, Miami, FL.
- Viñedos Sutil, Santiago, Chile.
- World Bank, Washington, DC.
- Xerox Corporation, Stamford, CT.